# Podhorodce (gmina)
Podhorodce – dawna gmina wiejska w powiecie stryjskim województwa stanisławowskiego II Rzeczypospolitej. Siedzibą gminy były Podhorodce.
Gminę utworzono 1 sierpnia 1934 r. w ramach reformy na podstawie ustawy scaleniowej z dotychczasowych gmin wiejskich: Jamielnica, Kruszelnica Rustykalna, Kruszelnica Szlachecka, Podhorodce, Sopot i Urycz.
Po II wojnie światowej obszar gminy znalazł się w ZSRR.